# San Francisco 49ers 1972
La stagione 1972 dei San Francisco 49ers è stata la 23ª della franchigia nella National Football League. Per il terzo anno consecutivo la squadra si qualificò per i playoff, venendo sempre eliminata dai Dallas Cowboys.

## Partite

### Stagione regolare
| Turno | Data       | Avversario            | Risultato | Pubblico |
| ----- | ---------- | --------------------- | --------- | -------- |
| 1     | 17/9/1972  | San Diego Chargers    | V 34–3    | 59,438   |
| 2     | 24/9/1972  | at Buffalo Bills      | S 27–20   | 45,845   |
| 3     | 1/10/1972  | at New Orleans Saints | V 37–2    | 69,840   |
| 4     | 8/10/1972  | at Los Angeles Rams   | S 31–7    | 77,382   |
| 5     | 15/10/1972 | New York Giants       | S 23–17   | 58,606   |
| 6     | 22/10/1972 | New Orleans Saints    | P 20–20   | 59,167   |
| 7     | 29/10/1972 | at Atlanta Falcons    | V 49–14   | 58,850   |
| 8     | 5/11/1972  | at Green Bay Packers  | S 34–24   | 47,897   |
| 9     | 12/11/1972 | Baltimore Colts       | V 24–21   | 61,214   |
| 10    | 19/11/1972 | at Chicago Bears      | V 34–21   | 55,701   |
| 11    | 23/11/1972 | at Dallas Cowboys     | V 31–10   | 65,124   |
| 12    | 4/12/1972  | Los Angeles Rams      | S 26–16   | 61,214   |
| 13    | 10/12/1972 | Atlanta Falcons       | V 20–0    | 61,214   |
| 14    | 16/12/1972 | Minnesota Vikings     | V 20–17   | 61,214   |

### Playoff
| Turno      | Data       | Avversario         | Risultato |
| ---------- | ---------- | ------------------ | --------- |
| Divisional | 23/12/1972 | vs. Dallas Cowboys | S 28-30   |